# موصران (يهر)

تعديل مصدري - تعديل

موصران هي إحدى قرى عزلة يهر بمديرية يهر التابعة لمحافظة لحج، بلغ تعداد سكانها 127 نسمة حسب تعداد اليمن لعام 2004.